# Горас Сміт (винахідник)
Горас Сміт (англ. Horace Smith; 28 жовтня 1808 — 15 січня 1893) —американський зброяр, винахідник та бізнесмен. Він та його бізнес-партнер Даніель Б. Вессон створили дві компанії під назвою Smith & Wesson, перша з яких частково фінансувалася Олівером Вінчестером і була реорганізована ним в Winchester Repeating Arms Company

## Початок кар'єри
Сміт народився в Чеширі штат Массачусеттс. З 1824 по 1842 роки він ніс службу в Збройній палаті США, потім він переїхав у Ньютаун штат Коннектикут. Його наймали на роботу різні виробники зброї до 1840-х, а потім переїхав у Норвіч штат Коннектикут. Потім він зазначений в якості партнера Cranston & Smith. Відомо, що під час проживання в Норвічі, він займався виготовленням китобійної зброї і створив вибухову кулю для полювання на китів.

## Volcanic Repeating Arms
Сміт та Даніель Б. Вессон в 1852 році створили товариство для виробництва магазинної зброї, яка пізніше випускалася під маркою Smith & Wesson. Вони створили Smith & Wesson Company, разом з Кортлендтом Палмером у Норвічі штат Коннектикут в 1854 для випуску магазинної зброї та гвинтівки Volcanic, першої магазинної гвинтівки. Сміт розробив новий набій Volcanic, який запатентував в 1854. В 1855 Smith & Wesson Company перейменували на Volcanic Repeating Arms і  фінансувалася Олівером Вінчестером.
В 1856 році партнери покинули Volcanic Repeating Arms для створення нової компанії і для виробництва нових револьверів та набоїв до них. Volcanic Repeating Arms була реорганізована в New Haven Arms Company, а потім в Winchester Repeating Arms Company

## Smith & Wesson
В 1857 році Сміт і Вессон створили нову компанію Smith & Wesson, цього разу для виробництва пістолета зі взаємозамінними частинами, з автоматикою, обертовим магазином, металевими унітарними набоями та відкритим барабаном. Вони розробили багато власної зброї за власними патентами, а також купували ліцензії у інших зброярів.
Сміт продав свою частину компанії Вінчестеру в 1874 році у 65-річному віці та вийшов у відставку.

## Смерть та спадщина
Сміт був одружений тричі: перша дружина Еліза Фостер; друга - Еліза Геббард Джепсон та третя - мері Лукреція Геббард.
Сміт помер 15 січня 1893. Він заповів розподілити статки між ріднею та закладами і заявив, що залишок треба використати в публічних цілях на розсуд його виконавців. В 1899 році було створено Фонд Гораса Сміта з його майна для фінансування гідних випускників середніх шкіл в окрузі Гампден-Каунті, штат Массачусетс.